# São José do Alegre
São José do Alegre è un comune del Brasile nello Stato del Minas Gerais, parte della mesoregione del Sul e Sudoeste de Minas e della microregione di Santa Rita do Sapucaí.